# Кош-Дебе (Нарынская область)
Кош-Дебе или Кош-Добо/Кош-Дёбё (кирг. Кош-Дөбө) — высокогорное село в Ак-Талинском районе Нарынской области Кыргызстана. Входит в состав Ала-Бугинского аильного аймака.
Расположено на реке Бычан в 61 км южнее Баетово и в 29 км от с. Казарман.
Население в 2021 году – 4483 жителя,  в 2015 году составляло 4192 человек

## Галерея
- Весна
- Нижняя часть села
- Начало села
- Зима
- Домашние козы
- Весна
- Улица Кубанычбека Калчаева
- Вид на горы
- Снег
- Стелла у села
- Улица Кубанычбека Калчаева ночью
- Панорама села